# Julien Coupat
Julien Coupat (Burdeos, 4 de junio de 1974) es un activista político francés. Es protagonista de una polémica investigación judicial. Fue acusado de una tentativa de sabotaje de líneas de tren en noviembre de 2008 por la Fiscalía Antiterrorista y pasó seis meses y medio en la cárcel acusado de terrorismo antes de ser puesto en libertad bajo fianza. La policía francesa le atribuye el ensayo La insurrección que viene, publicado bajo la autoría de  "El Comité Invisible".

## Biografía
Julien Coupat es hijo de un médico y de una alta ejecutiva de Sanofi-Aventis. Estudió Empresariales en la Escuela Superior de Ciencias Económicas y Comerciales (ESSEC), pasando después a hacer un doctorado en Ciencias Sociales en la Escuela de Altos Estudios en Ciencias Sociales (EHESS), sin llegar a doctorarse. En 1999 cofundó una revista radical filosófica llamada Tiqqun, antes de establecer una comuna en 2005 en el pueblo de Tarnac, departamento de Corrèze (centro de Francia), donde él y sus amigos montaron una granja y una tienda de ultramarinos.
Coupat y su novia, Yildune Lévy, llamaron la atención del FBI después de protestar frente a un centro de reclutamiento en Nueva York, que más tarde fue el blanco de un ataque con bomba, tras haber cruzado la frontera desde Canadá de forma ilegal. El FBI informó a sus homólogos franceses, los cuales comenzaron a investigar el grupo.

## El sabotaje de las líneas del tren de alta velocidad francés (TGV)
Según la instrucción del caso en la noche del 7 al 8 de noviembre de 2008, Coupat y Lèvy dieron un paseo en coche y jugaron al gato y al ratón con los coches de policía que les seguían. Su viaje incluyó una parada de veinte minutos en Dhuisy, en el departamento de Seine-et-Marne, según sus declaraciones para tener una sesión de sexo en el vehículo. El coche estaba aparcado cerca de una línea de tren en uno de los lugares en los que unos ganchos de hierro fueron colgados de las catenarias esa noche, paralizando la red de trenes de alta velocidad (TGV).
El 11 de noviembre, miembros de la Gendarmería registraron la granja en Tarnac donde Coupat vivía y arrestaron a nueve residentes, supuestamente en relación con el sabotaje de la red ferroviaria. Cuatro de los nueve fueron liberados el 15 de noviembre, bajo supervisión judicial. Tres más fueron puestos en libertad el 2 de diciembre, y el penúltimo, Levy, en enero de 2009. Coupat permaneció en prisión hasta el 28 de mayo de 2009, cuando fue puesto en libertad bajo fianza, con instrucciones de permanecer en la región de París y sin ningún contacto con los otros ocho arrestados.

## Controversia
Las detenciones fueron saludadas públicamente por la ministra del Interior, Michèle Alliot-Marie, que describió a los sospechosos como "una célula anarco-autonomista" y a Coupat como su líder. Un primer juez ordenó la liberación de Coupat el 19 de diciembre de 2008, pero los servicios judiciales apelaron inmediatamente, utilizando un procedimiento inusual. La controversia surgió y se extendió en los siguientes seis meses debido a la postura del gobierno en el caso, la reiterada incapacidad de Coupat para salir en libertad bajo fianza, pese a que los investigadores no fueron capaces de encontrar evidencias contra él, y la naturaleza de los cargos en su contra, dado que los actos de sabotaje no eran de naturaleza tal que causaran daño físico a nadie. Durante su reclusión, se formaron en toda Francia comités de apoyo a los "Nueve de Tarnac" respondiendo al manifiesto firmado por intelectuales "No al Orden Nuevo".